# 罗纹笋螺
罗纹笋螺（学名：Terebra nassula），又叫籃紋筍螺，为笋螺科笋螺属的动物。